# Argumentum a contrario
Argumentum a contrario (argument z przeciwieństwa, wnioskowanie przez przeciwieństwo) – uzasadnia go zasada: ubicumque lex voluit dixit, ubi tacuit noluit, zgodnie z którą, że jeśli prawodawca chciałby coś powiedzieć, to wówczas uczyniłby to w sposób wyraźny, oraz zasada: qui dicit de uno, negat de altero, zgodnie z którą kto mówi jedno, ten neguje drugie.
Sens tego argumentu de facto sprowadza się do zakazu stosowania argumentum a simile.
W drodze argumentum a contrario wywodzi się obowiązywanie „nowej” normy prawnej, która przepisuje odwrotne skutki prawne niż norma prawna, na jakiej opiera się ten argument, i która znajduje zastosowanie w stanach faktycznych, jakie nie są normowane tą normą.
Za podstawę argumentum a contrario służą:
- w szczególności normy zakazujące i nakazujące – dotwarza się z nich odpowiednio normy dozwalające lub mówiące, co nie jest nakazane, np. z obowiązywania normy, która zabrania w miejscach publicznych spożywania alkoholu – wnioskując a contrario – wywodzi się obowiązywanie normy, która w miejscach, jakie publiczne nie są, zezwala na spożywanie alkoholu[2].

- normy dozwalające lub uprawniające – dotwarza się z nich odpowiednio normy zakazujące i wskazujące na to, co nie jest czyimś uprawnieniem – jak np. art. 268 Kodeksu cywilnego, w myśl którego „użytkownik może zakładać w pomieszczeniach nowe urządzenia w takich granicach jak najemca”, z którego a contrario można wyprowadzić obowiązywanie normy, według której użytkownikowi zabrania się zakładania w pomieszczeniach urządzeń innych niż te, które może zakładać w nich najemca[3].

Niezależnie od rodzaju normy, jaka stanowi jego podstawę, wnioskowanie przez przeciwieństwo służy do wypełnia luk extra legem.
Uszczegółowieniem argumentum a contrario stanowi reguła: expressio unius exclusion alterus, według której wymienienie jednego wyklucza pozostałe. Odnosi się ona zwłaszcza do norm prawnych mieszczących w sobie wyliczenia (tzw. enumeracje).